# بوينغ سي-32
بوينغ سي-32 (بالإنجليزية: Boeing C-32)‏ هي النسخة العسكرية من طائرة نقل الركاب من طراز بوينغ 757 صنعت لاستخدام القوات الجوية الأمريكية، من صناعة بوينغ. دخلت الخدمة في 1998.